# Macroxiphus nasicornis
Macroxiphus nasicornis är en insektsart som beskrevs av Francois Jules Pictet de la Rive 1888. Macroxiphus nasicornis ingår i släktet Macroxiphus och familjen vårtbitare. Inga underarter finns listade i Catalogue of Life.